# Anne Morgenstern
Anne Morgenstern (* 1976 in Leipzig) ist eine deutsche Fotografin. In ihren Arbeiten beschäftigt sie sich mit menschlichen Beziehungen und gesellschaftlichen Konventionen.

## Leben
Anne Morgenstern wurde 1976 in Leipzig geboren. Sie studierte Fotografie in München und Zürich. Heute lebt und arbeitet sie in Zürich.

## Wirken
Morgensterns fotografisches Werk befasst sich mit zwischenmenschlichen Beziehungen sowie mit dem Verhältnis von Mensch und Umwelt, wobei sie gesellschaftliche Normen hinterfragt. Zentrale Bedeutung misst sie dabei ruhigen, unscheinbaren Momenten bei.
Ihr erstes Buch Purity widmet sich ihrem „ersten Zuhause“ in der ehemaligen DDR und thematisiert ländliche Gemeinschaften zwischen Tradition und Moderne; dabei dokumentierte sie auch Aspekte bayerischer Kultur. Das Buch ist minimalistisch gestaltet und die Fotografien unterliegen einer dramatischen Farbgebung.
Für ihr Buch Land ohne Mitte begleitete sie Bewohner Sachsens in ihrem Alltag und dokumentierte deren Lebensrealitäten und Hoffnungen. Das Projekt wurde 2016 mit dem Deutschen Fotobuchpreis ausgezeichnet.
Ihr Fotobuch Macht Liebe erschien 2022 und wurde im selben Jahr mit dem Swiss Design Award ausgezeichnet. Die zugehörige Serie wurde in Einzelausstellungen im Centre de la Photographie Genève, kuratiert von Danaé Panchaud, sowie in der KGold Gallery auf Lesbos präsentiert.
Zusammen mit Rudi Novotny wurde Morgenstern 2023 für die Reportage Ich will eine normale Frau sein. Einfach so über die Geschichte von Ella im ZEIT Magazin mit dem Hansel-Mieth-Preis ausgezeichnet.
Im Rahmen des Swiss Press Photo Awards 2025 wurde ihre Bildserie Swifties, die Fans von Taylor Swift bei einer Party kurz vor Konzerten der Sängerin in Zürich zeigt, in der Kategorie „Aktualität“ ausgezeichnet.
Ihre Werke wurden international ausgestellt, unter anderem im International Center of Photography in New York, in den Deichtorhallen in Hamburg und im Stadtmuseum München. Weitere Ausstellungen umfassen Chosen Family—less alone together im Fotomuseum Winterthur, kuratiert von Nadine Wietlisbach, sowie Liminal Moments in der Galerie Lullin + Ferrari in Zürich.
Morgensterns Fotografien erscheinen regelmäßig in Publikationen wie Brand Eins, Der Spiegel, FAZ Quarterly, Libération, NZZ Magazin, SZ Magazin, The Financial Times, Vogue Germany, ZEIT und ZEIT Magazin.

## Stil
Anne Morgensterns fotografischer Stil zeichnet sich durch eine ruhige, beobachtende Bildsprache aus, die oft auf leise und intime Momente fokussiert ist. Sie bevorzugt eine reduzierte Ästhetik, bei der Farben gezielt zur Verstärkung emotionaler Resonanzen eingesetzt werden.

## Ausstellungen (Auswahl)
- Indocile and Tender, Centre de la Photographie Genève (2022)
- Indocile and Tender, KGold Gallery, Lesbos (2025)
- Chosen Family—less alone together, Fotomuseum Winterthur
- Liminal Moments, Galerie Lullin + Ferrari, Zürich
- Gruppenausstellungen im International Center of Photography, New York; Deichtorhallen, Hamburg; Stadtmuseum München

## Auszeichnungen (Auswahl)
- Deutscher Fotobuchpreis für Land ohne Mitte (2016)
- Swiss Design Award für Macht Liebe (2022)
- Hansel-Mieth-Preis für die Reportage Ich will eine normale Frau sein. Einfach so (2023)
- Swiss Press Photo Award in der Kategorie „Aktualität“ für Swifties (2025)